# Нижняя Типсирма
Ни́жняя Типсирма́ (чув. Анатри Типҫырма) — деревня в Красноармейском муниципальном округе Чувашской Республики.

## География
Находится в северной части Чувашии, на расстоянии приблизительно 8 км на запад-северо-запад по прямой от районного центра села Красноармейское вблизи республиканской автодороги на левобережье реки Большая Шатьма.

## История
Известна с 1858 года, когда в ней был 151 житель. В 1906 году было учтено 50 дворов, 280 жителей, в 1926 — 43 двора, 198 жителей, в 1939—222 жителя, в 1979—138. В 2002 году было 38 дворов, в 2010 — 38 домохозяйств. В 1929 образован колхоз «Молния». До 2021 года входила в состав Большешатьминского сельского поселения до его упразднения.

## Население
Постоянное население составляло 106 человек (чуваши 100 %) в 2002 году, 101 в 2010.